# Konrad I. (Abt von Marienstatt)
Konrad war der dritte Abt der Abtei Marienstatt und Nachfolger von Abt Ulrich, der nur ein Jahr lang dem Gründungsabt Hermann von Marienstatt nachfolgte. Die genauen Lebensdaten sind unbekannt.
Es ist davon auszugehen, dass er 1227 gestorben ist, da nicht bekannt ist, dass er abgedankt hat. Es ist belegt, dass er 1222 Prior von der Marienstatt geworden ist. Im Dezember 1223 wurde er zum Abt gewählt. 
Während seines Abbatiats zog die Mönchsgemeinschaft vom ersten Standort Marienstatts am Alterklosterhof bei Neunkhausen ins Nistertal. Am 27. Dezember 1227 ist der Umzug vollzogen worden. Ebenfalls in seine Amtszeit fällt die Kirchweihe der ersten Kirche am neuen Standort. Ebenfalls 1227 war er als Abt Zeuge der Zollbefreiung des Klosters in Limburg an der Lahn durch Heinrich III. von Isenburg, Sohn von Heinrich II. von Isenburg.